# Cerastis
Cerastis är ett släkte av fjärilar som beskrevs av Ferdinand Ochsenheimer 1816. Cerastis ingår i familjen nattflyn.

## Bildgalleri

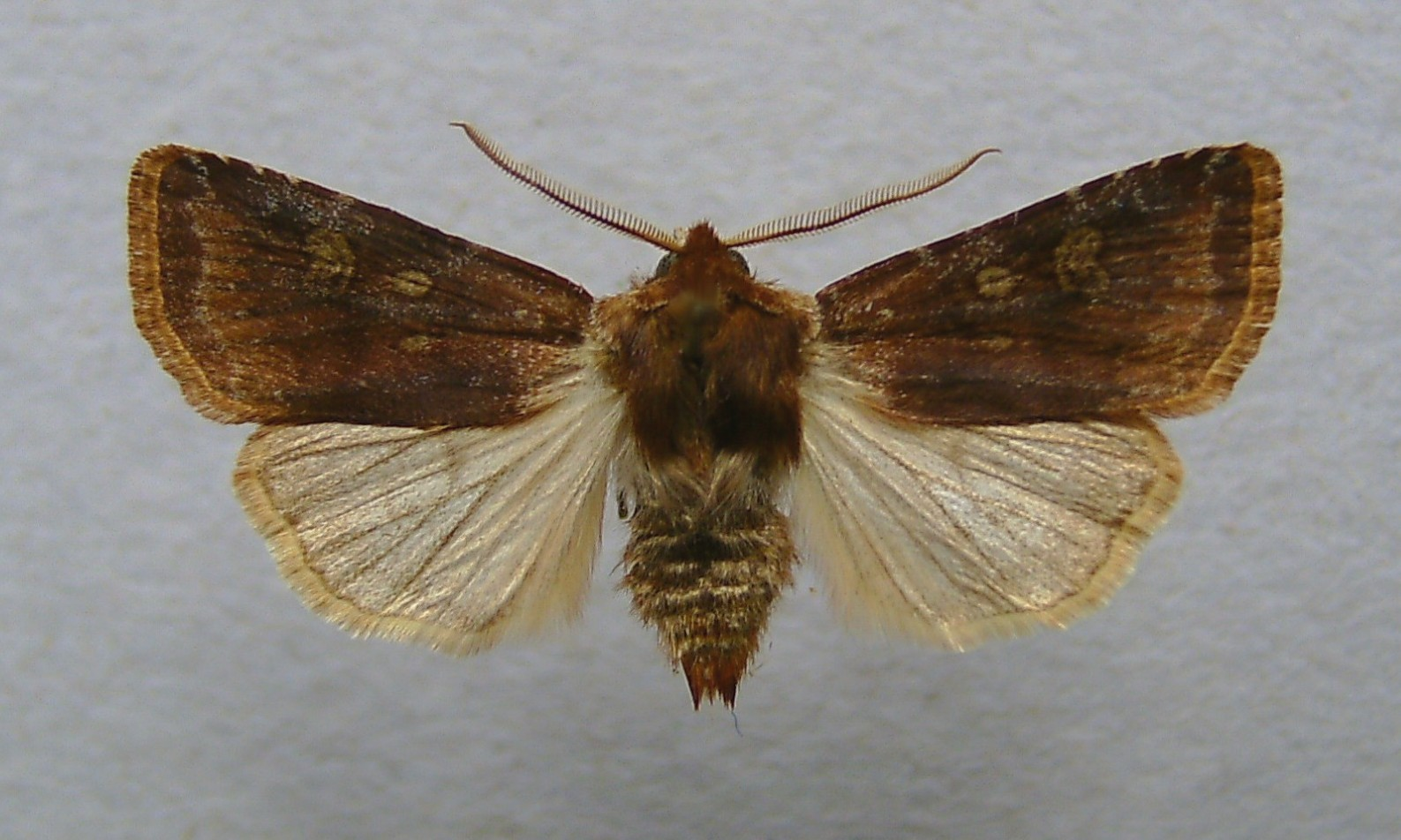

## Dottertaxa tillCerastis, i alfabetisk ordning[1][2]
- Cerastis amicta
- Cerastis arctica
- Cerastis catherina
- Cerastis clausa
- Cerastis faceta
- Cerastis grisea
- Cerastis juncta
- Cerastis lata
- Cerastis lepetitii
- Cerastis leucographa
- Cerastis livida
- Cerastis manifestolabes
- Cerastis mista
- Cerastis mucida
- Cerastis nigrescens
- Cerastis obsoleta
- Cerastis orientalia
- Cerastis pallescens
- Cerastis pallida
- Cerastis pilicornis
- Cerastis rubricosa
- Cerastis rufa
- Cerastis rufomedialis
- Cerastis semiconfluens
- Cerastis suffusa
- Cerastis tenebrifera
- Cerastis umbrata
- Cerastis variicollis
- Cerastis violetta